# Армандо Броја
Армандо Броја (10. септембар 2001) је албански фудбалер који тренутно наступа за премијерлигашки клуб Челси. Игра на позицији нападача. Рођен је у Енглеској али игра за репрезентацију Албаније. 

## Каријера
Броја је рођен у месту Слау, Енглеска, од родитеља Албанаца из Коплика у Албанији. Почео је своју фудбалску каријеру у Бурнхам јуниорсу, затим је имао пробне периоде и тренинге са Редингом и Фуламом, пре него што је потписао уговор са Тотенхем хотспером и придружио се њиховој селекцији до 8 година.
После двогодишњег боравка у Тотенхему, Броја је прешао у Челси и придружио се њиховој академији 2009. године. Са екипом до 18 година, освојио је домаћи трофеј Премијер лиге до 18 година и ФА омладински куп у сезони 2017–18. Такође је освојио Премијер лигу са млађим од 23 године у сезони 2019–20, постигавши три гола у десет наступа.
Дана 26. фебруара 2020, Броја је потписао свој први професионални уговор са клубом након што је пристао на двогодишњи уговор. Дана 8. марта је направио свој професионални деби у победи од 4-0 у Премијер лиги против Евертона након што је ушао као замена у 86. минуту уместо Оливијеа Жируа.
Дана 21. августа 2020, Броја је потписао уговор за Витесе на сезонску позајмицу. Дана 19. септембра постигао је свој први гол у лиги у победи од 2:0 над Спартом из Ротердама. Броја је завршио своју позајмицу у Витесеу као њихов најбољи стрелац у Ередивисие за сезону 2020–21, постигавши десет голова.
Броја је 18. јула 2021. потписао нови петогодишњи уговор са Челсијем. Дана 10. августа 2021, позајмљен је другом клубу из Премијер лиге Саутемптону за сезону 2021–22. На свом дебију 25. августа, постигао је два гола у победи од 8-0 над друголигашом Њупорт Каунтијем у другом колу ЕФЛ купа. Дана 16. октобра, Броја је постигао свој први лигашки гол за Свеце у победи 1-0 против Лидс јунајтеда и постао први албански играч који је постигао гол у Премијер лиги.
Дана 2. септембра 2022. Броја је потписао нови дугорочни уговор до 2028. са Челсијем. Постигао је свој први гол за Челси у свом шестом лигашком наступу у сезони, победом од 3-0 код куће против Вулверхемптона Вондерерса 8. октобра 2022. године.

## Репрезентација
Броја је имао право да игра за Енглеску због свог места рођења, а за Албанију преко својих родитеља Албанаца. Почетком 2019. одбио је позив репрезентације Енглеске до 21 године јер је његова жеља била да игра само за Албанију.
Броја је добио свој први међународни позив из репрезентације Албаније до 19 година од стране тренера Невила Дедеа за прво окупљање у 2019. у фебруару. Затим је позван за двоструку пријатељску утакмицу против Северне Македоније следећег месеца. Броја је дебитовао за репрезентацију у првој утакмици одиграној 24. марта, када је почео меч и постигао погодак у 60. минуту за коначни резултат 1–1. Поново је почео у другој утакмици два дана касније, дајући гол за 1–0 у 10. минуту, али је Северна Македонија преокренула резултат и победила са 2–1. У мају 2019. добио је позив за још једну двоструку пријатељску утакмицу против Косова. Броја је ушао у почетну поставу у првом мечу, а такође је постигао и трећи гол за своју екипу у победи у гостима са 3–1. Два дана касније, Албанија је победила Косово резултатом 4–1, а Броја је постигао два гола.
Броја је 9. јуна 2019. дебитовао са албанском репрезентацијом до 21 године у пријатељском мечу против Велса након што је ушао као замена у 46. минуту уместо Дина Суле и постигао два гола за своју екипу током 2-1 код куће.
Дана 7. септембра 2020. дебитовао је у утакмици са Литванијом када су изгубили са резултатом 1:0. Дана 5. септембра 2021, Броја је постигао свој први сениорски гол у квалификационој утакмици за Светско првенство 2022. против Мађарске, помажући свом тиму да победи резултатом 1-0.